# ターンレフト・ターンライト (タイのテレビドラマ)
ターンレフト・ターンライト（タイ語: Turn Left Turn Right – สมองเลี้ยวซ้าย หัวใจเลี้ยวขวา、英語: Turn Left Turn Right）は、2020年に放送されたタイのテレビドラマシリーズで、台湾の作家ジミー・リャオの絵本「向左走．向右走」を原作としている。 カウィー・タンジャララック（ビーム）、プラチャヤー・レァーンロード（シントー）、コーラパット・クッパン（ナノン）、オンジラー・レームウィライ（パン）、チャヤニット・チャンサニャーウェ（パット）、ナパソーン・ウィーラユッタウィライ（プイメック）らが主演する。
ウォーラウェッチ・ダーヌウォンが監督し、GMMTVがLasercat Studioと共に制作したこのテレビドラマシリーズは、2018年11月5日にGMMTVが開催した「Wonder Th13teen」イベントで発表された13のテレビドラマシリーズの一つであった。  当初は2019年の放送を予定していたが、2020年2月2日からの放送に変更された。放送はGMM 25とLINE TVにてそれぞれ21:30 ICTと23:00 ICTにされ、2020年4月5日に終了した。  

## あらすじ
ある日3人の悩める男性が不思議なバー「Somewhere only we know」にやってきた。店主のトーは、彼らにもし人生をやり直すためのチャンスがあるとしたらどうするか問う。
大学進学を控えたタイ（コーラパット・クッパン）は本当は美術を学びたいと思っていたが、両親や付き合っている彼女のヌア（ワンナウィモン・ジェーンアサワメーティー）からは経済学部に進んでほしいと言われ苦悩する。タイは他人の期待に応えバンコクで経済学部に進むのか、それとも自分の夢を追いかけチェンマイの美術大学に進むのか、どちらかを選択しなくてはならなかった。
本当の愛に巡り合うのを待っていたバイオリニストのガン（プラチャヤー・レァーンロード）は、とある夜に脚本家のアーイ（チャヤニット・チャンサニャーウェ）と出会う。運命的に惹かれあう2人だったが、アーイに台湾に一緒に来ないかと誘われた時、ガンはタイでの現実に生きるか、それともアーイと共に新たな地でチャレンジするのか、どちらかを選択しなくてはいけなかった。
同僚のティシャ（オンジラー・レームウィライ）に片思いをしていたパット（ガウィー・タンジャララック）は、ティシャが恋人との結婚でイギリスに旅立つ直前に遂に思いを告げる。しかしその直後にティシャは事故に遭ってしまった。一部の記憶を失ったことで本当の恋人であるギャップのことを忘れ、パットのことを恋人だと勘違いしたティシャに本当のことを告げ、ギャップの元に送り出してあげるのか、それとも自分の欲望に従って彼女と恋人を演じるのか、どちらかを選択しなくてはならなかった。

## キャストとキャラクター

### 主演
- パット役：ガウィー・タンジャララック（ビーム）[6]
- ガン役：プラチャヤー・レァーンロード（シントー）
- タイ役：コーラパット・クッパン（ナノン）
- ティシャ役：オンジラー・レームウィライ（パン）
- アーイ役：チャヤニット・チャンサニャーウェ（パット）
- アーン役：ナパソーン・ウィーラユッタウィライ（プイメック）

### 助演
- シェール役：パチャトン・タナワット（プローイパット）
- サンヌア役：ワンナウィモン・ジェーンアサワメーティー（ジューン）
- トー役：シントー・ナムチョーク
- ギャップ役：アヌソン・マニーテッド（ヨン）
- ジェイ役：ダナイ・ジャルチンダ（キック）
- サン役：パタラ・エークサーンクン（フォエイ）
- ジェームズ役：パタドン・ジャングン（フィアット）
- チャヤポン・ジュターマー（AJ）
- ナパタラ・パチャラチャワリット（アン）

### ゲスト出演
- タイの父親役：Poramet Noi-um
- ニム役：ミンティター・ワタナクン（ミン）
- パトリック役：レオ・ソッセイ
- キム役：カリサ・サプリンゲット
- ジェシー役：スパカン・ベンジャアラック（ノック）

## サウンドトラック
- 「Second Chance」- Singto Numchok [7]

## タイでの配信
青文字が最低の評価を、赤文字が最高の評価を表す。
| エピソードNo. | 放送時間 （UTC + 07：00） | 放送日        | 平均視聴率 | Ref.     |
| ------------- | ------------------------- | ------------- | ---------- | -------- |
| 1             | 日曜日午後9時30分         | 2020年2月2日  | 0.147％    | [ 8 ]    |
| 2             | 日曜日午後9時30分         | 2020年2月9日  | 0.150%     | [ 9 ]    |
| 3             | 日曜日午後9時30分         | 2020年2月16日 | 0.057％    | [ 10 ]   |
| 4             | 日曜日午後9時30分         | 2020年2月23日 | 0.143％    | [ 11 ]   |
| 5             | 日曜日午後9時30分         | 2020年3月1日  | 0.105％    | [ 12 ]   |
| 6             | 日曜日午後9時30分         | 2020年3月8日  | 0.135％    | [ 13 ]   |
| 7             | 日曜日午後9時30分         | 2020年3月15日 | 0.049%     | [ 14 ]   |
| 8             | 日曜日午後9時30分         | 2020年3月22日 | 0.113％    | [ 15 ]   |
| 9             | 日曜日午後9時30分         | 2020年3月29日 | 0.074％    | [ 16 ]   |
| 10            | 日曜日午後9時30分         | 2020年4月5日  | 0.110％    | [ 17 ]   |
| 平均          | 平均                      | 平均          | 0.108% 1   | 0.108% 1 |

^1 各話毎の平均視聴率に基づく。

## 受賞歴
| 賞           | 年   | カテゴリー | 対象                         | Ref.   |
| ------------ | ---- | ---------- | ---------------------------- | ------ |
| マヤアワード | 2020 | 男性スター | プラチャヤー・レァーンロード | [ 18 ] |